# Moses Pergament
Moses Pergament, född 21 september 1893 i Helsingfors i Finland, död 5 mars 1977 i Gustavsbergs församling i Stockholms län, var en sverigefinlandssvensk kompositör och musikkritiker i Svenska Dagbladet. Han var farbror till kompositören Erna Tauro och bror till kompositören Simon Parmet, som var verksam i Finland som pianist, kapellmästare, kompositör och författare av böcker om musik.

## Biografi
Moses Pergament var son till grosshandlaren Jehuda Pergament och Maria Polarsky. Med avbrott i studierna bedrev han violinstudier vid konservatoriet i Sankt Petersburg under fyra år, avlade studentexamen i Helsingfors 1913 och var under fyra år verksam som violinist vid Filharmoniska sällskapet i Helsingfors. Han studerade även under fem terminer vid Helsingfors universitet och två terminer vid Sternska konservatoriet i Berlin, där han genomgick kursen som operakapellmästare. 1915 flyttade Moses Pergament till Sverige och 1918 blev han svensk medborgare. År 1923 blev han musikkritiker i Svenska Dagbladetoch övergick 1938 till Nya Dagligt Allehanda och senare till Aftontidningen. Han verkade också som kör- och orkesterledare. I sina verk anknöt han än till nordiska, än till mera exotiska tongångar.
Pergament förvägrades länge inval i Föreningen Svenska Tonsättare på grund av sin judiska och utländska härkomst trots Hilding Rosenbergs upprepade propåer på 1930-talet. Han blev slutligen invald 1945, då föreslagen som medlem av Natanael Berg. Efter att tonsättaren Wilhelm Peterson-Berger vid ett tillfälle i en musikrecension gjort ett antisemitiskt påhopp på Pergament, reste denne hem till Peterson-Berger och gav honom en örfil.
Han gifte sig 1923 med Ilse Maria Kutzleb (1905–1960), dotter till hauptman Leopold Kutzleb, Berlin, och Maria Leben. De fick barnen Maria Eldeling Saul (1925–1976), ingenjören Leo Emanuel Pergament (1926–2013) och Kay Bernhard Pergament (1930–1994).
Hans gravvård återfinns på Södra judiska begravningsplatsen i Stockholm.

## Priser och utmärkelser
- 1948 – Musikföreningens i Stockholm stipendium
- 1952 – Ledamot nr 666 av Kungliga Musikaliska Akademien
- 1967 – Medaljen för tonkonstens främjande

## Kompositioner (urval)
- Pianokonsert, 1952
- Violinkonsert, 1948
- Cellokonsert, 1955
- Violakonsert, 1964
- Himlens hemlighet, opera, 1953
- Eli, opera 1959

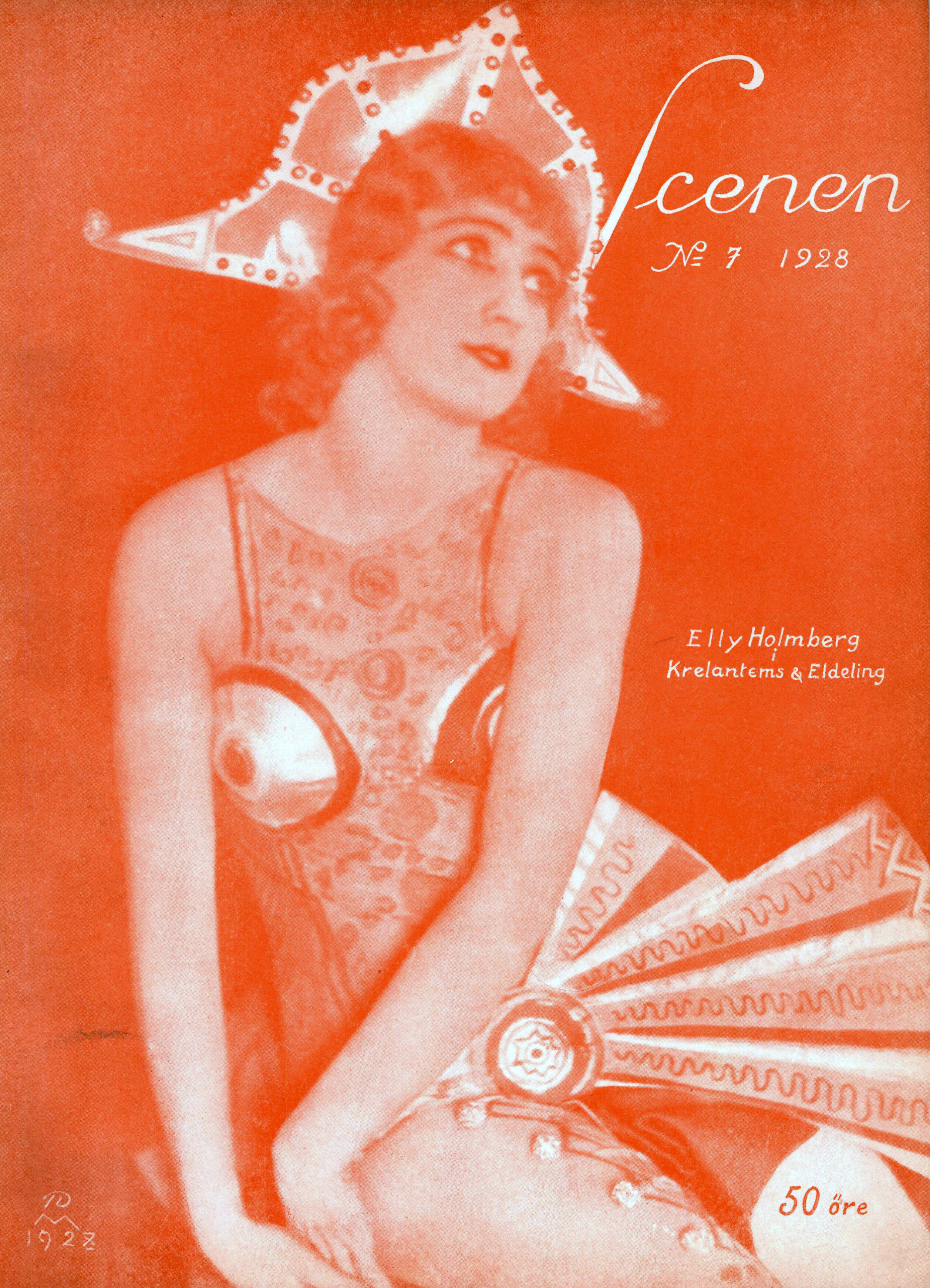
Elly Holmberg Krelantems och Eldeling på omslaget till Scenen 1928.

- Krelantems och Eldeling, balett, 1920–21
- Rapsodia ebraica för orkester, 1935
- Svensk rapsodi för orkester, 1941
- Den judiska sången, körsymfoni för soli, kör & orkester, 1944
- Stråkkvartett nr 1, 1918–22
- Stråkkvartett nr 2, 1952
- Stråkkvartett nr 3, 1967
- Stråkkvartett nr 4, 1975
- Violinsonat, 1918–20
- Flöjtsonat, 1968

## Filmografi
- 1940 – Med livet som insats
- 1944 – Flickan och Djävulen
- 1953 – Barabbas